# Vincenzo Valente
Pour les articles homonymes, voir Valente.
Vincenzo Valente, né le 21 février 1855 à Corigliano en Calabre et mort le 6 septembre 1921 à Naples est un compositeur et parolier italien. Il est connu pour ses chansons napolitaines et pour ses opérettes.

## Biographie
Vincenzo Valente compose sa première pièce à l'âge de quinze ans, Ntuniella. C'est le début d'une collaboration fructueuse avec Giambattista De Curtis. Il a écrit un total de dix opérettes, dont la plus connue est  I granatieri  (Les grenadiers, 1888). Il écrit également des textes pour l'acteur Nicola Maldacea, chanteur de « macchietta » (chanson ironique et moqueuse). Sa notoriété repose surtout sur ses propres chansons, dont la plus célèbre est Tiempe belle (1916).
Il était membre de la Società dello Scorfano (« Société de la sébaste »), société artistique dont le nom évoque ironiquement la laideur de ses membres et qui comptait dans ses rangs, entre autres, le poète Ferdinando Russo.

## Œuvres principales

### Opérettes
- I granatieri
- Pasquita
- Signorina Capriccio
- L'usignolo
- Vertigini d'amore

### Chansons
- A capa femmena
- Peppì, Comme te voglio amà
- E cerase
- Canzona amirosa
- I' Pazziava
- A galleria nova
- A bizzuchella
- Canzona cafona
- ammisa affatata
- O campanello
- A sirena
- Montevergine
- otte sul mare
- O scuitato
- A cammisa
- Manella mia
- L'ammore 'n campagna
- Tarantella e lariulà
- O napulitano a Londra
- Tiempe belle
- Jou-jou
- Bambola

## Sources
- (it) Cet article est partiellement ou en totalité issu de l’article de Wikipédia en italien intitulé « Vincenzo Valente » (voir la liste des auteurs).